# Blaha Lujza tér
Blaha Lujza tér est une vaste place située entre les quartiers d'Erzsébetváros, de Palota, et de Népszínház dans les 7e et 8e arrondissements de Budapest. Elle est traversée du Nord au Sud par le Nagykörút et d'Ouest en Est par Rákóczi út. Son nom est celui de Lujza Blaha, femme de théâtre hongroise, surnommée le « rossignol national ».
Cette place est l'un des carrefours les plus fréquentés de Budapest et de Hongrie, que ce soit par les voitures, les piétons ou les passagers des transports en commun. La station de métro éponyme est desservie par la ligne  . En surface, deux stations de tramway portent le nom de la place : celle des lignes  4 6, ainsi que celle des lignes  28 28A 37 37A 62.

## Description
Blaha Lujza tér se situe au carrefour d'importants axes de circulation. Si le boulevard bénéficie de nombreux aménagements piéton, Rákoczi út marque au contraire une importante césure entre les 7e et 8e arrondissements de Budapest. Ancien îlot occupé par le Théâtre national, la place ne bénéficie que d'aménagements paysagers partiels, lesquels ne favorisent pas les usages récréatifs. Ainsi, une petite esplanade piétonne a été construite dans le prolongement de la sortie de la bouche de métro, afin surtout de fluidifier les échanges de passagers vers les lignes de bus. Le reste de l'espace est surtout occupé par des stationnements automobile et des contre-allées permettant aux automobilistes venant du grand boulevard de tourner vers Astoria ou la Gare de Budapest-Keleti.

## Histoire
À l'origine, il n'y avait pas de place au croisement du Nagykörút et de Kerepesi út (plus tard renommée Rákóczi út sur cette partie), mais un simple carrefour. L'une des rues attenantes à Blaha Lujza tér, Sertéskereskedő utca (actuelle Népszínház utca), se prolongeait alors au-delà du boulevard. L'îlot formé par ces trois axes est attribué au Théâtre populaire de Pest (Pesti népszínház) pour y construire sa salle de spectacle. Le bâtiment, mis en chantier en 1872 selon les plans de Ferdinand Fellner et Hermann Helmer, est inauguré en 1875. Il change de fonction en 1908 pour devenir le nouveau siège du Théâtre national hongrois (magyar nemzeti színház). La placette située devant le théâtre prend le nom de Blaha Lujza tér en 1919.

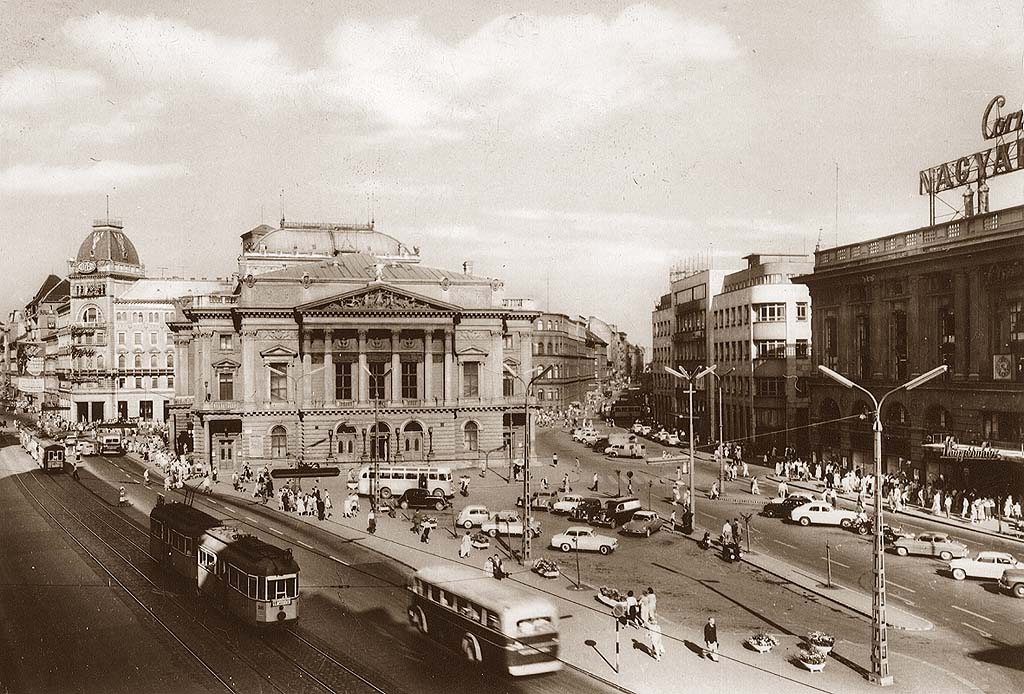
Blaha Lujza tér dans les années 1950, avec vue sur le théâtre national.

Le 1er mars 1926 s'ouvre sur la place le centre commercial Corvin (Corvin áruház), sur le modèle des grandes galeries marchandes parisiennes. Blaha Lujza tér est alors d'un des points de rencontre les plus importants du centre-ville de Budapest, reflet de sa vie culturelle et économique.
Les bâtiments qui cernent la place sont pour beaucoup gravement endommagés au cours de la Seconde Guerre mondiale, dont le Théâtre national. Les magasins Corvin sont par contre bien plus fragilisés lors de l'insurrection de Budapest en 1956. Défigurée, sa façade est alors recouverte d'un bardage en aluminium, lequel devient le symbole de sa renaissance. Dans les années 1960, la mise en chantier de la ligne   du métro de Budapest annonce de nouveaux bouleversements. L'état dégradé du théâtre fait craindre aux ingénieurs que celui-ci s'effondre avec la percée du tunnel souterrain du métro. La décision est alors prise de détruire l'édifice en 1965. La place s'agrandit alors et s'étend sur l'ensemble du terrain ainsi dégagé.